# Christo Markow
Christo Ganczew Markow (bułg. Христо Ганчев Мaрков; ur. 27 stycznia 1965 w Dimitrowgradzie) – bułgarski lekkoatleta, trójskoczek, mistrz olimpijski. Startował wyczynowo w latach 1983–1993.
Markow to jeden z najbardziej utytułowanych trójskoczków w historii. Rozpoczął międzynarodową karierę w 1983, gdy zajął 7. miejsce w finale halowych mistrzostw Europy w Budapeszcie. W tym samym roku zwyciężył na mistrzostwach Europy juniorów w Schwechat. Na mistrzostwach świata w 1983 w Helsinkach nie wszedł do finału. Na halowych mistrzostwach Europy w 1984 w Göteborgu zajął 5. miejsce. Bojkot igrzysk olimpijskich w 1984 w Los Angeles uniemożliwił Markowowi start w nich. Na konkurencyjnych zawodach „Przyjaźń-84” w Moskwie zajął 3. miejsce.
Zwyciężył na światowych igrzyskach halowych w 1985 w Paryżu, które potem zostały uznane za pierwsze halowe mistrzostwa świata. Powtórzył ten sukces zwyciężając na halowych mistrzostwach Europy w 1985 w Pireusie. Zdobył złoty medal na mistrzostwach Europy w 1986 w Stuttgarcie. Pasmo zwycięstw Markowa zostało przerwane na halowych mistrzostwach Europy w 1987 w Liévin, gdzie zdobył srebrny medal przegrywając o 3 centymetry z Serge Hélanem z Francji. Na halowych mistrzostwach świata w 1987 w Indianapolis zajął 4. miejsce. Zwyciężył za to w najważniejszej imprezie tego sezonu – mistrzostwach świata w Rzymie. Jego wynik – 17,92 m był nowym rekordem Europy, a obecnie jest ósmym rezultatem w historii światowej lekkoatletyki. Na halowych mistrzostwach Europy w 1988 w Budapeszcie zajął 4. miejsce.
Największym osiągnięciem Markowa jest złoty medal na igrzyskach olimpijskich w 1988 w Seulu. Pokonał wówczas reprezentantów ZSRR Igora Łapszyna i Aleksandra Kowalenko. Skokiem na odległość 17,61 ustanowił wówczas rekord olimpijski.
Ostatnim jego dużym osiągnięciem był srebrny medal mistrzostw Europy w 1990 w Splicie. Na mistrzostwach świata w 1991 w Tokio i na igrzyskach olimpijskich w 1992 w Barcelonie nie wszedł do finału. W 1993 zakończył karierę zawodniczą i zajął się pracą trenerską.
Był mistrzem Bułgarii w trójskoku na otwartym stadionie od 1984 do 1988, a w hali w 1983 i 1986.